# 무당단결연맹

무당단결연맹(無黨團結聯盟)은 중화민국의 정당이다. 약칭은 무단련이고 2004년에 세워졌다. 현재 당 주석은 린핑쿤이 맡고 있다. 정치, 사회분야에서 원주민 민권 신장을 지향하고, 정당 간 연대를 거부하고, 외성인과 본성인 간 평등과 단결, 고산족 문화, 인권보호 등 주로 소수민족과 원주민 인권, 사회적 통합과 단결을 정강으로 내걸고 있다.

## 역사
의사 출신이자 자이 시시장을 역임한 장보야가 2004년 창당했으며 제6대 입법위원선거에서 6석을 획득해 일약 전국 정당이자 입법원 내 캐스팅 보트 역할을 하게 되었다.
장 보야는 천수이볜정부에서 내정부 장관을 역임하기도 했다. 2008년 제7대 입법위원선거에서는 3석 감소한 3석을 얻었다. 현재는 린핑쿤이 당을 이끌고 있다.